# Protaphreutis sauroderma
Protaphreutis sauroderma är en fjärilsart som beskrevs av Edward Meyrick 1930. Protaphreutis sauroderma ingår i släktet Protaphreutis och familjen äkta malar.
Artens utbredningsområde är Mauritius. Inga underarter finns listade i Catalogue of Life.